# Unteres Schloss (Bad Grönenbach)

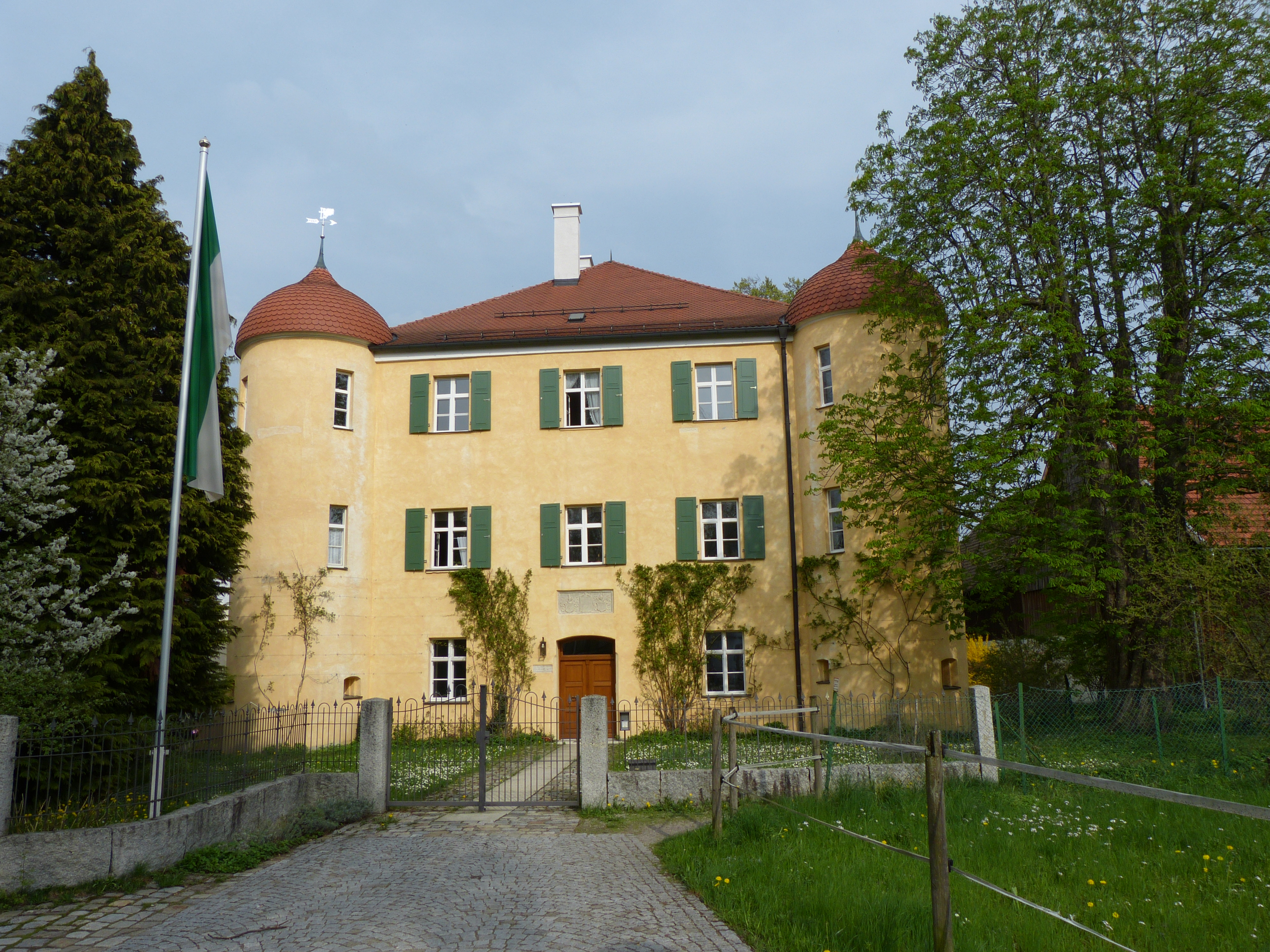
Eingangsfront des Unteren Schlosses

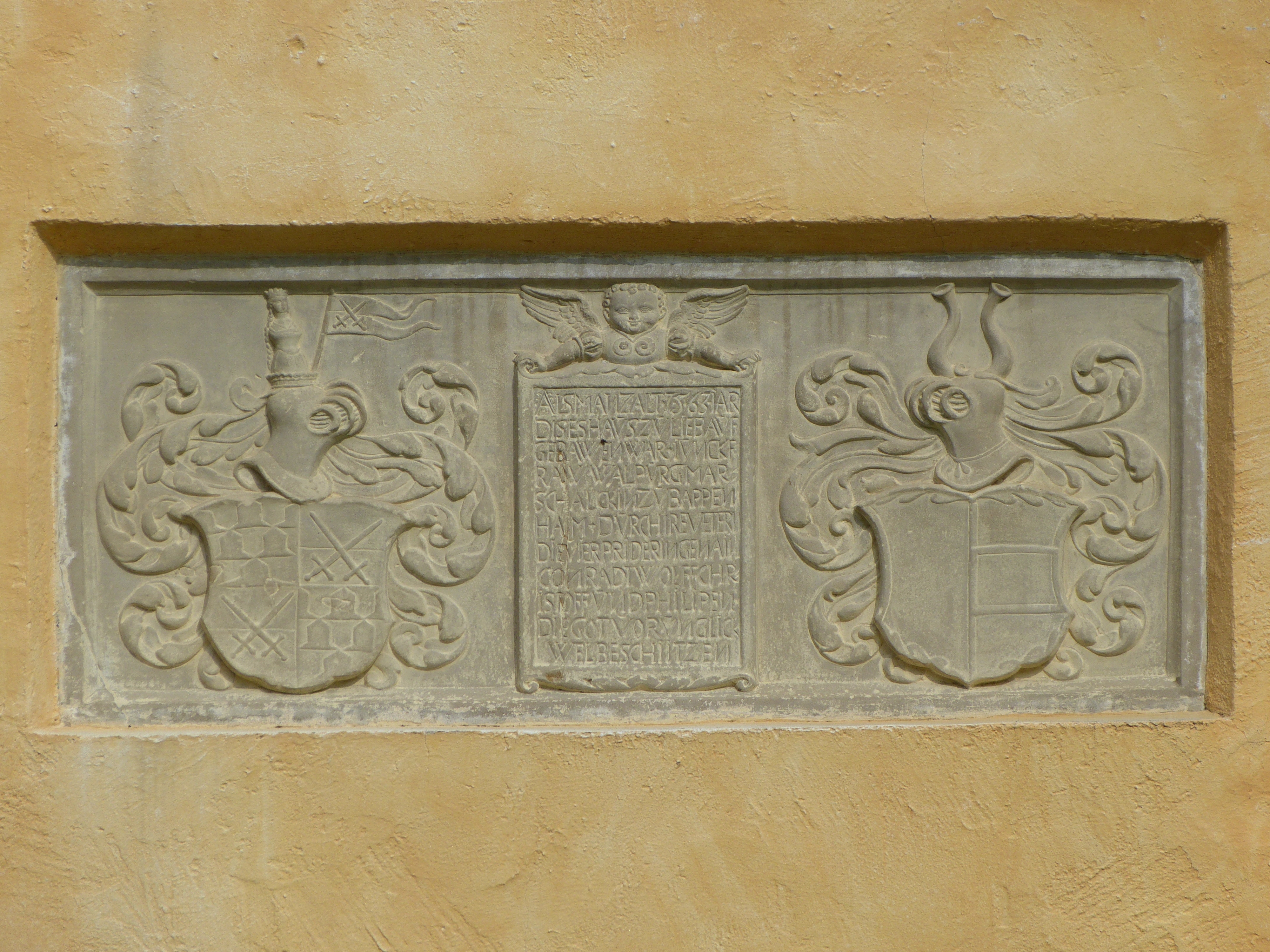
Wappen der Pappenheim (links) und Roth/Rodt (rechts), sowie Inschrift über dem Eingang

Das Untere Schloss, auch Schlößle genannt, ist ein Schloss des bayerischen Kurortes Bad Grönenbach im schwäbischen Landkreis Unterallgäu, das sich im Privatbesitz befindet. Es steht auf einer Höhe von 718 Metern über NN.

## Geschichte
Das Untere Schloss wurde 1563 durch die vier Brüder Konrad, Wolfgang, Christoph und Philipp von Pappenheim erbaut und war als Witwensitz für die von Pappenheim vorgesehen.
Nach dem Tod Philipp von Pappenheims im Jahr 1619 wohnte dort dessen Witwe Anna von Winneberg. Da der von Philipp von Pappenheim in Bad Grönenbach eingeführte calvinistische Glauben wieder verdrängt werden sollte, ließ seine Witwe im Unteren Schloss weiterhin Predigten und Bibelstunden bis 1626 durch den reformierten Prädikanten Adolf Langhans abhalten.
Im 17. Jahrhundert wohnten im Unteren Schloss pappenheimische Beamte, unter anderem Georg Weidlin. 1692/95 ging das Schloss an das Fürststift Kempten über. Seit dieser Zeit wurden dort fürstabtliche Beamte untergebracht. Im Zuge der Säkularisation 1803 wurde das Anwesen eingezogen und ging in den Besitz des bayerischen Staates über. Als es an den Bauern und Gutsbesitzer Josef Spatz kam, ging das Schloss in Privatbesitz über. Seitdem wechselte es mehrfach die Besitzer.
Über dem Eingang ist eine Tafel mit Wappen und folgender Inschrift angebracht:

„Als man zalt 1563 jar dises haṽs zṽ lieb aṽfgebawen war iṽnckfraw walpṽrg marschalckin zṽ bappenhaim. dṽrch ire vetern die vier prider ingenain conradt wolff christoff ṽnd philipen die got vor ṽnglick wel beschiitzen.“

„Als man zählet 1563 Jahr, dieses Haus zu Lieb aufgebauet war Jungfrau „Walburg“, Marschallin von Pappenheim durch ihre Vettern, die vier Brüder, insgemeim: Conrad, Wolf, Christof und Philippen, die Gott vor Unglück wöll beschützen.“